# Camposaurus arizonensis
No se debe confundir con Camptosaurus.
 Camposaurus arizonensis (“lagarto de Charles Lewis Camp de Arizona”) es la única una especie conocida del género extinto Camposaurus  de dinosaurio terópodo celofísido, que vivió a finales del período Triásico en Norteamérica.

## Descripción
Camposaurus es un dinosaurio terópodo pequeño. Su longitud aproximada y peso no puede ser estimada debido al material escaso del que es conocido el género. Camposaurus es conocido a partir de huesos parciales de la parte inferior de las patas, el holotipo UCMP 34498, el cual incluye la parte distal de las tibias, parte distal de las fíbulas, y los astrágalo-calcáneos, y otros materiales fragmentarios. Como otros celofísidos, tenía fusionados la tibia y la fíbula con los tarsos. A diferencia de sus parientes, el área de la tibia que encaja con la fíbula tenía un distintivo borde en la parte posterior. Otro rasgo único es la carencia de un gran cóndilo medial en el astrágalo. La especie tipo, C. arizonensis, fue nombrada y descrita formalmente por Adrian Hunt, Spencer G. Lucas, Andrew B. Heckert, Robert Sullivan y Martin Lockley en 1998. Como indica el nombre de la especie, fue hallado en Arizona, en Estados Unidos.

## Descubrimiento e investigación
El espécimen holotipo UCMP 34498 fue descubierto en la cantera Placerias en la Formación Bluewater Creek de Arizona, que data del Noriense. Sus restos fósiles data de principios a mediados de la etapa del Noriense y es considerado habitualmente como el neoterópodo más antiguo conocido.  Originalmente conocido como Ceratosauria indet. por Long y Murry en 1995, UCMP 34498 se convirtió en el holotipo de un nuevo taxón de celofisido por Hunt et al. en 1998. Downs en 2000 sugirió que Camposaurus es un sinónimo más moderno de Coelophysis, ya que supuestamente se encuentra dentro del rango de variación de los especímenes de Ghost Ranch, y las comparaciones iniciales se realizaron con la monografía inexacta de Colbert. Nesbitt et al. en 2005 y 2007 acordaron que no se puede distinguir de Coelophysis bauri, ya que el margen astragalino ventral derecho se encuentra también en este último. Tykoski (2005) afirmó que la presencia de fusión fibulocalcanear solo se observaba en el Coelophysis "Syntarsus" kayentakatae, aunque de lo contrario el material no podría ser colocado más precisamente dentro del clado de Coelophysis < Liliensternus. El holotipo fue reanalizado por Ezcurra y Brusatte en 2011, quienes argumentaron que varios caracteres pueden distinguir Camposaurus de otros taxones nombrados, con el margen astrágalo ventral más recto que Coelophysis después de todo. Los autores agregaron Camposaurus al análisis de dinosauromorfos basales de Nesbitt et al., Encontrando que es un celofisido más cercano a Coelophysis rhodesiensis que a Coelophysis  bauri y Coelophysis  kayentakatae. Del mismo modo, Ezcurra en 2012 encontró a Camposaurus más cerca de C. rhodesiensis y Segisaurus que a Coelophysis bauri y C. kayentakatae con base en un gran análisis no publicado.

## Clasificación
Camposaurus es considerado como el más antiguo dinosaurio neoterópodo conocido. Camposaurus fue situado originalmente en el clado Ceratosauria basándose en el análisis de Long y Murray (1995). Es morfológicamente similar a Coelophysis, por lo que fue considerado como una especie de este. En 2000, Downs examinó a Camposaurus y concluyó que es un sinónimo más moderno de Coelophysis, dada su similitud con algunos de los especímenes de Coelophysis del Rancho Fantasma. La revisión de Nesbitt et al. en 2007, reveló que un rasgo específico del tobillo (el margen ventral astragalar) era recto, y por tanto indistinguible del de Coelophysis bauri. Basándose en esto Nesbitt et al., concluyeron que los dos géneros son sinónimos. En 2011, fue examinado en un análisis filogenético y se encontró que es un pariente cercano de Megapnosaurus rhodesiensis, considerado como una especie de Coelophysis en el análisis. La carencia de material ha llevado a muchos paleontólogos a rechazarlo como un nomen dubium. Una revaloración del holotipo UCMP 34498 de Camposaurus arizoniensis por Ezcurra y Brusatte reveló dos autapomorfias, por lo tanto se estableció con firmeza que este material es un género y especie válidos. Este análisis también demostró que Camposaurus es definitivamente un neoterópodo, y basándose en un análisis filogenético su pariente más próximo es Megapnosaurus rhodensis, ya que comparte similitudes en la tibia y el tobillo. Spielman et al. (2007) asignaron a Camposaurus a la familia Coelophysidae.

### Rasgos anatómicos distintivos
Una diagnosis es una exposición de los rasgos anatómicos de un organismo (o un grupo) que colectivamente lo distinguen de todos los demás organismos. Algunos, pero no todos los rasgos de una diagnosis son también autapomorfias. Una autapomorfia es un rasgo anatómico distintivo que es único de un organismo o grupo dados.  
De acuerdo con Ezcurra y Brusatte (2011), Camposaurus puede ser distinguido basándose en las siguientes características:
- El borde caudal de la superficie articular de la tibia sobre la fíbula es prominente, tomando la forma de un borde afilado longitudinal, la superficie medial tiene una tuberosidad diagonal muy desarrollada con inclinada rostralmente
- El astrágalo carece de una fuerte proyección craneal del cóndilo medio del cuerpo astragalar, resultando en un cuerpo astragalar subrectangular en su aspecto distal, y un margen ventral que es incipientemente cóncavo en su aspecto craneal